# Bahnhof Seelow (Mark)
Der Bahnhof Seelow (Mark) (auch Seelow/Mark genannt) ist einer von zwei Bahnhöfen in der Kreisstadt Seelow im Landkreis Märkisch-Oderland. Das Empfangsgebäude wird seit März 2023 als Geschichtsstation Seelow/Mark genutzt, nachdem es grundlegend saniert wurde. Am 1. Januar 1877 wurde der Bahnhof mit Verlängerung der Bahnstrecke bis dorthin eröffnet. Die Höchstgeschwindigkeit der Strecke beträgt am Seelower Bahnhof 100 km/h.

## Geschichte
Der Bahnhof Seelow (Mark) wurde mit Verlängerung der heutigen Bahnstrecke Eberswalde – Frankfurt (Oder) am 1. Januar 1877 von der Berlin-Stettiner Eisenbahn-Gesellschaft eröffnet. Kurz darauf erfolgte die Verlängerung der Strecke mit Eröffnung am 15. Mai 1877 zum Bahnhof Frankfurt (Oder), womit Seelow (Mark) nun nicht mehr den Endpunkt der Strecke darstellte. Da die Bahnstrecke schon seit Anfang an keine größere Bedeutung bekam, diente sie hauptsächlich der Anschließung des kommunalen Personennahverkehrs sowie dem Transport von Obst und Gemüse im Oderbruch.
Seit den 1960er Jahren hielten in Seelow (Mark) Eilzüge zwischen Angermünde und Frankfurt (Oder), viele Jahre verband ein Zugpaar Seelow direkt mit Dresden Hauptbahnhof. Mitte der 1990er Jahre wurde das Zugangebot vertaktet, seitdem wird Seelow alle zwei Stunden von Reisezügen bedient. Seine Aufgaben im Güterverkehr verlor der Bahnhof in den 1990er Jahren völlig.
1984 wurden die mechanischen Stellwerke, das Fahrdienstleiterstellwerk B2 und das am nördlichen Bahnhofskopf liegende Wärterstellwerk W1 außer Betrieb genommen und durch das elektromechanische Stellwerk B1 in einem Vorbau des Empfangsgebäudes ersetzt. Das Gebäude des Wärterstellwerks wurde danach rückgebaut.
Im August 2009 wurde das elektromechanische Stellwerk außer Betrieb genommen und durch eine Fernstellung des aus Küstrin-Kietz ferngesteuerten elektronischen Stellwerks Werbig ersetzt. Es blieb in der Sammlung des Eisenbahnvereins Letschin erhalten.

## Lage
Der Bahnhof Seelow (Mark) liegt am Streckenkilometer 105,050 der Bahnstrecke Eberswalde–Frankfurt (Oder). Er befindet sich am östlichen Rand der Stadt Seelow, ca. 1,3 Kilometer von der Innenstadt entfernt. Der einzige Zugang befindet sich östlich vom Bahnhof an der Straße Am Bahnhof, welche nördlich in einer Wendestelle endet. Hier befindet sich auch ein P&R-Platz sowie eine Bushaltestelle für den Regionalbus- und Schienenersatzverkehr. Südlich am Straßenende befindet sich die Gedenkstätte Seelower Höhen. Nördlich von Seelow (Mark) folgt nach drei Kilometern der Bahnhof Werbig. Die Reisezughalte in Richtung Süden zwischen Seelow und Frankfurt (Oder) wurden in den 1990er Jahren geschlossen, bis 2021 wurde saisonal noch der zwölf Kilometer von Seelow entfernte Bahnhof Schönfließ Dorf bedient. Seelow (Mark) liegt im Gebiet des Verkehrsverbundes Berlin-Brandenburg.
Die Stadt Seelow war auch Namensgeber für den Bahnhof Seelow-Gusow an der Ostbahn auf dem Gebiet der Gemeinde Gusow-Platkow, von wo aus Busse zur Seelower Innenstadt fahren. Beide Strecken kreuzen im Bahnhof Werbig. Weiterhin existierte bis September 1966 am westlichen Rand der Innenstadt der Bahnhof Seelow (Mark) Stadt an der Bahnstrecke Fürstenwalde–Wriezen (Oderbruchbahn), die die Strecke nach Frankfurt (Oder) südlich von Seelow im mittlerweile geschlossenen Bahnhof Dolgelin kreuzte.

## Anlagen

### Bahnsteige und Gleise
Seelow (Mark) hatte auf der Ostseite mehrere Nebengleise, die größtenteils nördlich des Empfangsgebäudes lagen. Bis Anfang der 2000er Jahre bestanden drei Hauptgleise, wovon zwei einen Bahnsteig hatten. Gleis 3 wurde stillgelegt. Der Zwischenbahnsteig zu Gleis 2 wurde rückgebaut. Am Hausbahnsteig an Gleis 1 halten die Reisezüge in beiden Richtungen, während in Gleis 2 Güterzüge gekreuzt und überholt werden können. Um für einen Stundentakt in Seelow Zugkreuzungen von Reisezügen zu ermöglichen, soll bis Ende 2025 ein neuer Außenbahnsteig errichtet sowie für den Güterverkehr Gleis 3 reaktiviert werden.

### Empfangsgebäude
Das ebenfalls am 1. Januar 1877 eröffnete Empfangsgebäude wirkt bis heute aufgrund des nur noch vorhandenen Gleises 1 überdimensioniert. Damals wurde es als Warteraum genutzt, in dem es auch einen Fahrkartenschalter gab. Anfangs gehörte es der Berlin-Stettiner Eisenbahn-Gesellschaft, bis es 1879, nach der Verstaatlichung der Eisenbahn in Preußen, an die Preußische Staatseisenbahnen ging. Nach 1920 wurde es der aus der KED Stettin hervorgegangenen Reichsbahndirektion Stettin der Deutschen Reichsbahn unterstellt. Nach dem Mauerfall wurde es dann zum Eigentum der neu gegründeten Deutschen Bahn. Diese ließ das Gebäude später verfallen, da kein Nutzen dafür mehr gefunden wurde. Um 2020 hat die Stadt Seelow das Empfangsgebäude der Deutschen Bahn abgekauft und es renovieren lassen, um es als Erinnerungsort an den Zweiten Weltkrieg und das Leben in der DDR im Oderbruch zu nutzen. Für dieses Projekt erhielt der dahinter stehende Verein 25.000 Euro vom Brandenburger Kultusministerium. Es trägt nun den Namen Geschichtsstation Seelow/Mark.

## Anbindung

### Regionalzugverkehr

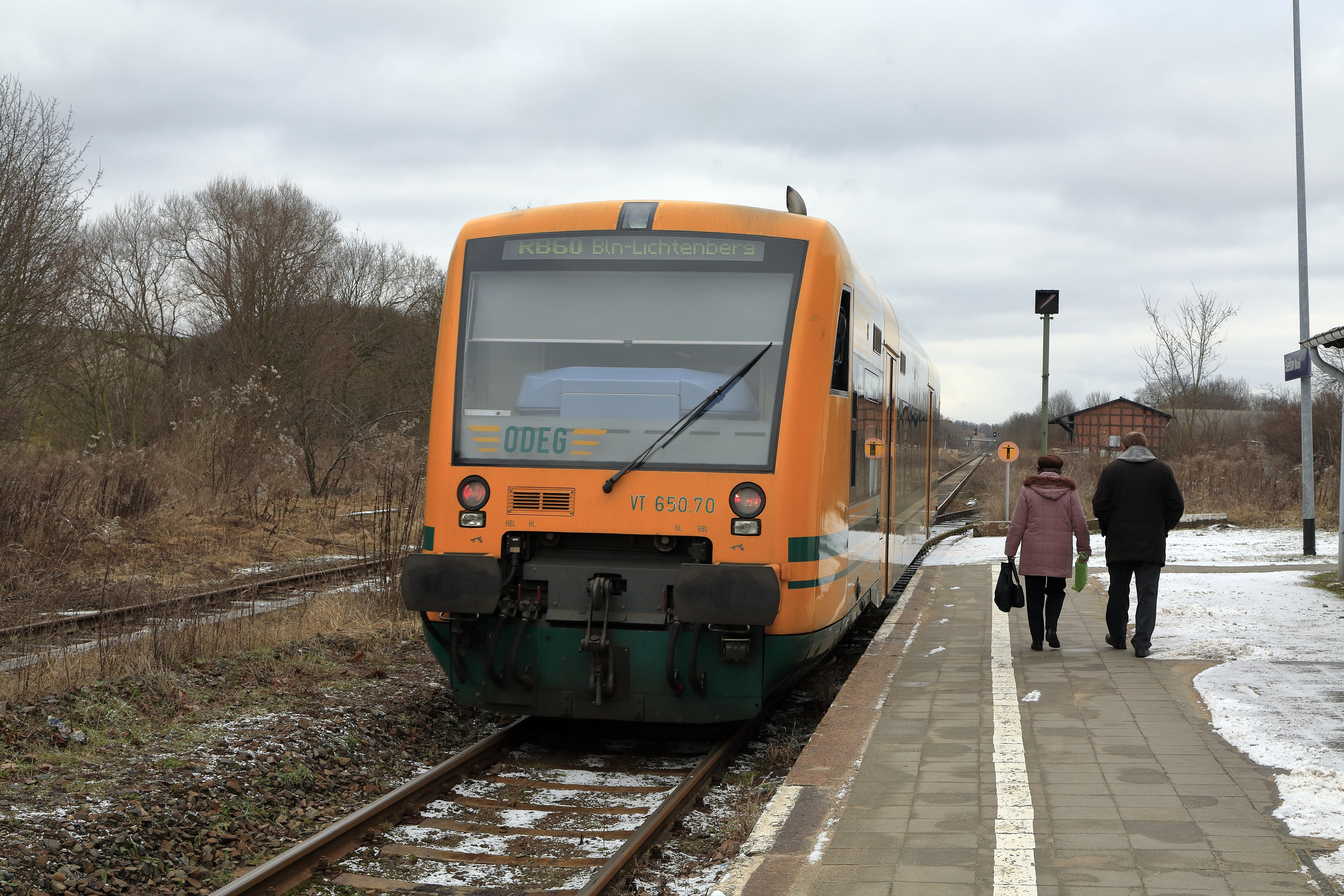
Ein RegioShuttle der ODEG als OE 60 Richtung Berlin-Lichtenberg

Der Bahnhof wurde bis Dezember 2024 im Zwei-Stunden-Takt und wird seither stündlich von der RB 60 bedient, die seit Dezember 2014 von der Niederbarnimer Eisenbahn betrieben wird. Davor wurde sie von der Ostdeutschen Eisenbahn als OE 60 betrieben.
| Linie                    | Linienverlauf | Takt (min) | EVU                      |
| ------------------------ | --- | ---------- | ------------------------ |
| RB 60                    | Eberswalde Hbf – Niederfinow – Falkenberg (Mark) – Bad Freienwalde – Altranft – Wriezen – Neutrebbin – Letschin – Werbig – Seelow (Mark) – Frankfurt (Oder) | 60         | Niederbarnimer Eisenbahn |
| Stand: 15. Dezember 2024 | |            |                          |

### Busverkehr
Es verkehrt nur ein Zwei-Stunden-Takt mit der von der Märkisch-Oderland Bus betriebenen Buslinie 969, welche zwischen dem Seelower Busbahnhof und dem Bahnhof Seelow (Mark) pendelt. Die Fahrzeit zwischen beiden Endhaltestellen beträgt vier Minuten.